# 贫穷不是社会主义
贫穷不是社会主义（Poverty is not socialism）是邓小平1980年代年提出的政治术语。

## 历史
“贫穷不是社会主义”可以追溯到1984年邓小平首次深圳特区行，此行中他肯定了特区，此后“特区不能办”的议论基本上没有了。 有学者甚至追溯到1978年邓小平北方谈话。
1984年在《建设有中国特色的社会主义》这篇谈话中，邓小平又说：“社会主义要消灭贫穷，贫穷不是社会主义，更不是共产主义。”
1985年，邓小平又说：“社会主义的首要任务是发展生产力，逐步提高人民的物质和文化生活水平。从1958年到1978年这二十年的经验告诉我们：贫穷不是社会主义，社会主义要消灭贫穷。”

## 评价
习近平：“改革开放后，我们党深刻总结正反两方面历史经验，认识到贫穷不是社会主义，打破传统体制束缚，允许一部分人、一部分地区先富起来，推动解放和发展社会生产力。”